# García Guerra de Majones
García Guerra de Majones (a veces transcrito como García Urrea de Majones) o García de Zaragoza (Ejea de los Caballeros,? - Zaragoza, 1137) fue un obispo de Zaragoza entre 1130 y 1137.
Fue parte del capítulo de la Catedral de Huesca bajo el obispado de Esteban y fue nombrado para el obispado de Zaragoza gracias al apoyo regio como compromiso con el teórico superior eclesiástico del obispado, el arzobispo Olegario de Tarragona.
Su episcopado tiene lugar en los primeros años de dominación cristiana de la ciudad, después de la organización del obispado por Pedro de Librana. Bajo su mandato comienza en 1135 la disputa entre los canónigos de la basílica de Nuestra Señora del Pilar y los de la Seo por la titularidad de la catedral. Los primeros argumentaban haber sido la sede original de Pedro, mientras que los segundos ocupaban la catedral que aquel mandó edificar. Asistió al concilio de Reims (1131) que dejó para acompañar al rey a su última campaña en el Ebro.
Su episcopado estuvo fuertemente marcado por la guerra civil que surgió por la sucesión de Alfonso I el Batallador, en la que diversos pretendientes se disputaron el trono. Pese a la elección del hermano del rey, Ramiro II de Aragón, hubo de contemporizar con las potencias vecinas que intervinieron como Alfonso VII de León (principal potencia en el periodo) o Ramón Berenguer IV de Barcelona (al que apoyaba el superior eclesiástico de García, Olegario de Tarragona). Estuvo presente en la coronación como emperador de Alfonso VII de León.
| Predecesor: Esteban de Zaragoza | Obispo de Zaragoza 1130 - 1137 | Sucesor: Guillermo de Zaragoza |